# 빙글빙글 커튼
〈빙글빙글 커튼〉(ぐるぐるカーテン 구루구루카텐[*])은 노기자카46의 데뷔 싱글이다.

## 개요
캐치프레이즈는, 〈커튼은, 비밀만큼 부풀고 있다.〉이다.

## 차트 성적
발매 전날 (집계 첫날)인 2012년 2월 21일 자 오리콘 데일리 싱글 차트에서 추정 매출 매수 약 8.5만 매를 기록하며 첫 등장 2위에 올랐다.
2012년 3월 5일 자 오리콘 주간 싱글 차트에서 첫 등장 2위에 올랐다. 초동 매상은 약 13.6만 매이며, 그룹에서 솔로 유닛 데뷔를 제외한 여성 아티스트의 데뷔 싱글과 사상 3번째로 높은 초동 매상을 기록했다 (1위는 NMB48 〈절멸흑발소녀〉), 2위는 Kaoru Amane 〈태양의 노래〉).

## 수록곡

### Type-A
자켓 사진 (표지):하시모토 나나미·이코마 리나·이쿠타 에리카·호시노 미나미
CD
1. ぐるぐるカーテン / 빙글빙글 커튼
(작사: 아키모토 야스시 / 작곡: 쿠로스 카츠히코 / 편곡: 유아사 아츠시)
  - 뮤직 비디오 감독은 사진가 쿠리가미 카즈미.
  - 메이지 《메이지 초콜릿》 커튼 나룻배 편 CM 송.
2. 左胸の勇気 / 왼쪽 가슴의 용기
(작사: 아키모토 야스시 / 작곡: 코우치 요시후미 / 편곡: 사사키 유)
  - 스카이!J리그 2012 공식 응원 송.
3. 乃木坂の詩 / 노기자카의 시
(작사: 아키모토 야스시 / 작곡: 코우치 요시후미 / 편곡: 사사키 유)
  - 뮤직 비디오 감독은 아키모토 야스시의 지명에 따라 MV 감독 데뷔가 되는 안무가 미나미 사스가.
  - TV 아이치·TV 도쿄 계열 《노기자카는 어디?》 엔딩 테마.
4. ぐるぐるカーテン off vocal ver.
5. 左胸の勇気 off vocal ver.
6. 乃木坂の詩 off vocal ver.

DVD
1. ぐるぐるカーテン -MUSIC VIDEO-
2. 左胸の勇気 -MUSIC VIDEO-
3. 33명의 크리에이터×노기자카46

특전 (초회 사양 한정)
- 전국 악수회 참가권
- 생사진 (11종 가운데 1종 랜덤 동봉)

### Type-B
자켓 사진 (표지):타카야마 카즈미·호시노 미나미·이코마 리나·이쿠타 에리카
CD
1. ぐるぐるカーテン / 빙글빙글 커튼
2. 左胸の勇気 / 왼쪽 가슴의 용기
3. 会いたかったかもしれない / 만나고 싶었을지도 몰라
(작사: 아키모토 야스시 / 작곡: BOUNCEBACK / 작곡 보조: MIKOTO / 편곡: 노나카 유이치)
  - 뮤직 비디오 감독은 AKB48 〈만나고 싶었어〉와 마찬가지로 쿠보 시게아키.
4. ぐるぐるカーテン off vocal ver.
5. 左胸の勇気 off vocal ver.
6. 会いたかったかもしれない off vocal ver.

DVD
1. ぐるぐるカーテン -MUSIC VIDEO-
2. 会いたかったかもしれない -MUSIC VIDEO-
3. 会いたかったかもしれない（original cut ver.）-MUSIC VIDEO-
4. 33인의 크리에이터×노기자카46

특전 (초회 사양 한정)
- 전국 악수회 참가권
- 생사진 (11종 가운데 1종 랜덤 동봉)

### Type-C
자켓 사진 (표지):호시노 미나미·이코마 리나·이쿠타 에리카·마츠무라 사유리
CD
1. ぐるぐるカーテン / 빙글빙글 커튼
2. 左胸の勇気 / 왼쪽 가슴의 용기
3. 失いたくないから / 잃고 싶지 않으니까
(작사: 아키모토 야스시 / 작곡: 에비하라 랜스 / 편곡: 시오카와 미츠루)
  - 뮤직 비디오 감독은 마루야마 켄지, 의상 담당은 KIMIKA ONAI.
4. ぐるぐるカーテン off vocal ver.
5. 左胸の勇気 off vocal ver.
6. 失いたくないから off vocal ver.

DVD
1. ぐるぐるカーテン -MUSIC VIDEO-
2. 失いたくないから -MUSIC VIDEO-
3. 33명의 크리에이터×노기자카46

특전 (초회 사양 한정)
- 전국 악수회 참가권
- 생사진(11종 가운데 1종 랜덤 동봉)

### 통상반
자켓 사진 (표지):호시노 미나미·이코마 리나·이쿠타 에리카·시라이시 마이
CD
1. ぐるぐるカーテン / 빙글빙글 커튼
2. 左胸の勇気 / 왼쪽 가슴의 용기
3. 白い雲にのって/ 흰 구름에 올라
(작사: 아키모토 야스시 / 작곡·편곡: 오오타 미치히코)
4. ぐるぐるカーテン off vocal ver.
5. 左胸の勇気 off vocal ver.
6. 白い雲にのって off vocal ver.

특전
- 생사진
- 개별 악수회 참가권 (캬라아니 찬스 한정 개별 악수회 참가권자 통상반만)

## 선발 멤버

### 빙글빙글 커튼
(센터:이코마 리나)
- 1열: 이쿠타 에리카, 이코마 리나, 호시노 미나미
- 2열: 하시모토 나나미, 마츠무라 사유리, 시라이시 마이, 타카야마 카즈미
- 3열: 카와무라 마히로, 노죠 아미, 니시노 나나세, 사이토 아스카, 사쿠라이 레이카, 이노우에 사유리, 나카다 카나, 이치키 레나

### 왼쪽 가슴의 용기
(센터:하타나카 세이라)
- 안도 미쿠모, 이토 네네, 이토 마리카, 이와세 유미코, 에토 미사, 카시와 유키나, 카와고 히나, 사이토 유리, 나카모토 히메카, 나가시마 세이라, 하타나카 세이라, 후카가와 마이, 히구치 히나, 미야자와 세이라, 야마토 리나, 와카츠키 유미, 와다 마야

### 만나고 싶었을지도 몰라
(센터:이코마 리나)
- 이쿠타 에리카, 이코마 리나, 이치키 레나, 이토 네네, 이토 마리카, 이노우에 사유리, 에토 미사, 카와무라 마히로, 사이토 아스카, 사이토 유리, 사쿠라이 레이카, 시라이시 마이, 타카야마 카즈미, 나카다 카나, 니시노 나나세, 노죠 아미, 하시모토 나나미, 호시노 미나미, 마츠무라 사유리, 미야자와 세이라

### 잃고 싶지 않으니까
(센터:이코마 리나·이쿠타 에리카)
- 이쿠타 에리카, 이코마 리나, 이치키 레나, 이노우에 사유리, 카와무라 마히로, 사이토 아스카, 사이토 유리, 사쿠라이 레이카, 시라이시 마이, 타카야마 카즈미, 나카다 카나, 나가시마 세이라, 나카모토 히메카, 니시노 나나세, 노죠 아미, 하시모토 나나미, 하타나카 세이라, 후카가와 마이, 호시노 미나미, 마츠무라 사유리

### 흰 구름에 올라
(센터:이코마 리나)
- 안도 미쿠모, 이쿠타 에리카, 이코마 리나, 이치키 레나, 이노우에 사유리, 이와세 유미코, 카와고 히나, 카와무라 마히로, 사이토 아스카, 사이토 치하루, 사이토 유리, 사쿠라이 레이카, 시라이시 마이, 타카야마 카즈미, 나카다 카나, 니시노 나나세, 노죠 아미, 하시모토 나나미, 호시노 미나미, 마츠무라 사유리